# Верым, можам, пераможам!
«Верым, можам, пераможам!» (с бел. — «Верим, можем, победим!») — белорусский политический и спортивный лозунг. Появился в 2006 году, как видоизменённая версия другого белорусского демократического слогана «Хочам! Можам! Пераможам!» (с бел. — «Хотим! Можем! Победим!»). Активно использовался хоккейными и футбольными фанатами, а также стал одним из основных протестных лозунгов в 2006 и 2020 году.

## История
Лозунг был придуман политиком Павлом Северинцем. Он заменил первый глагол другого демократического лозунга «Хочам! Можам! Пераможам!», который звучал на улицах Беларуси с 2001 года. Впервые слоган прозвучал 19 марта 2006 года на октябрьской площади в Минске во время президентских акций протеста.
Помимо политических манифестаций, лозунг также использовался фанатами во время чемпионата мира по хоккею в 2014 году. Компания «Кока-кола» использовала слоган в рекламной акции, а болельщики скандировали его перед хоккейным матчем Беларусь — Латвия. Лозунг стал одной из самых частоиспользуемых кричалок фанатов хоккейного клуба «Динамо» Минск. Футбольные болельщики также скандировали «Верым, можам, пераможам!» на трибунах «Борисов-Арены» в 2016 году.
Видоизменённая версия слогана «Любім, можам, пераможам!» фигурировала на первом предвыборном пикете Светланы Тихановской в Минске. Выражение часто появлялось на акциях протестах и перформансах 2020 года. С августа 2020 по февраль 2021 года лозунг неоднократно появлялся в виде надписей на заборах. А также фигурировал на знаменитой трансформаторной будке на «Площади Перемен». 24 сентября 2020 года художник Владимир Цеслер провёл в Киеве выставку протестных плакатов, которая называлась «Верым! Можам! Пераможам!». Слоган стал одним из самых популярных хештегов протестной активности в социальных сетях 2020—2021 года.

## Анализ
Слоган можно отнести к традиционным белорусским лозунгам, звучавшим до массовых протестов 2020 года. Его можно назвать прецедентным (авторским), созданным в ходе протестов, но получившим широкое распространение и известность в обществе. Лозунг является релевантным белорусскому языку (фиксируется скандирование только на белорусском языке). Его перевод на другой язык может значительно снижать узнаваемость и даже прагматическую пресуппозицию.
В ходе с «в основном русскоязычными» протестами 2020 года белорусскоязычный лозунг воспринимался как символ государственности, этнической и культурной принадлежности, а также оппозиции пророссийскому правительству Александра Лукашенко.